# Heretsried
Heretsried là một đô thị tại huyện Augsburg bang Bayern nước Đức. Đô thị Heretsried có diện tích 17,31 km², dân số thời điểm ngày 31 tháng 12 năm 2006 là 1034 người.